# Bắc Sơn, Kiến An
Bắc Sơn là một phường thuộc quận Kiến An, thành phố Hải Phòng, Việt Nam.
Phường Bắc Sơn có diện tích 2,27 km², dân số năm 1999 là 6738 người, mật độ dân số đạt 2968 người/km².